# Dólar de Guayana Británica e Indias Occidentales
El dólar de Guayana Británica e Indias Occidentales o menos conocido como dólar guayanés-indiano fue creado en 1838, en donde previamente circulaba el dólar de Guayana Británica y el dólar español o real de a ocho que se utilizaba también en las Indias Occidentales Británicas y cuyo objetivo era dejarlo de lado definitivamente y también al florín guayanés resurgido en 1832, y de esta forma se creó una moneda colonial unificada en peniques para todas las colonias del Caribe y conseguir así una paridad con la libra esterlina, por lo que inicialmente sesenta peniques eran un dólar, hasta 1839, ya que en este año pasó a ser cincuenta peniques cada dólar colonial.

## Historia
El dólar de las colonias conjuntas de Guayana británica e Indias Occidentales desde 1838, se había creado a partir del dólar de Guayana Británica que incluyó a las islas del Caribe, las que lo aceptasen, para abandonar definitivamente al dólar español y al florín guayanés —heredado del homónimo florín de cuando era colonia neerlandesa— y para conseguir una paridad con la libra esterlina, surgiendo de esta manera monedas locales de 2 y 4 peniques de plata .925 que se acuñaron hasta 1916.
Por lo que 1 dólar español era igual a 1 dólar guayanés-indiano y ambos equivalían a 60 peniques (o 5 chelines) y como 20 chelines (240 peniques) eran 1 libra esterlina, se pudo establecer una paridad entre ambas monedas, 1 dólar equivalía a 0,25 libras o bien 4 dólares por libra esterlina.
En 1839 se desvalorizó a 50 peniques (o sea, 4 chelines y 2 peniques), por lo que la paridad entre ambas monedas a partir de dicho año era que 1 dólar guayanés-indiano equivalía a 0,21 libras o más explícito como 4 dólares y 38 peniques (4,76 dólares) por libra esterlina.

## Monedas
- 2 peniques de plata .925 con el rostro de la reina Victoria del Reino Unido con cabello recogido, y con fechas de 1838, 1843 y 1848 (sin el nombre de las colonias).[6]

- 4 peniques de plata .925, con fechas de 1838 a 1855, 1857 y 1862, y con el rostro de la reina Victoria con cabello recogido.[7] Con fecha de 1888 con busto de la reina Victoria coronada (todas sin el nombre de las colonias).[8]
Desde 1891 con el nombre completo en las monedas como "Guayana británica e Indias Occidentales" (British Guiana and West Indies, en inglés) con fechas de 1891, 1894, 1900 y 1901, en donde aparece en el anverso la reina Victoria con diadema.
Con fechas de 1903 y 1908 a 1910 con el rostro del rey Jorge V del Reino Unido mirando a la derecha, y con fechas 1911, 1913 y 1916 con el rostro del mismo rey mirando a la izquierda.[4]